# Бляйбурзька трагедія

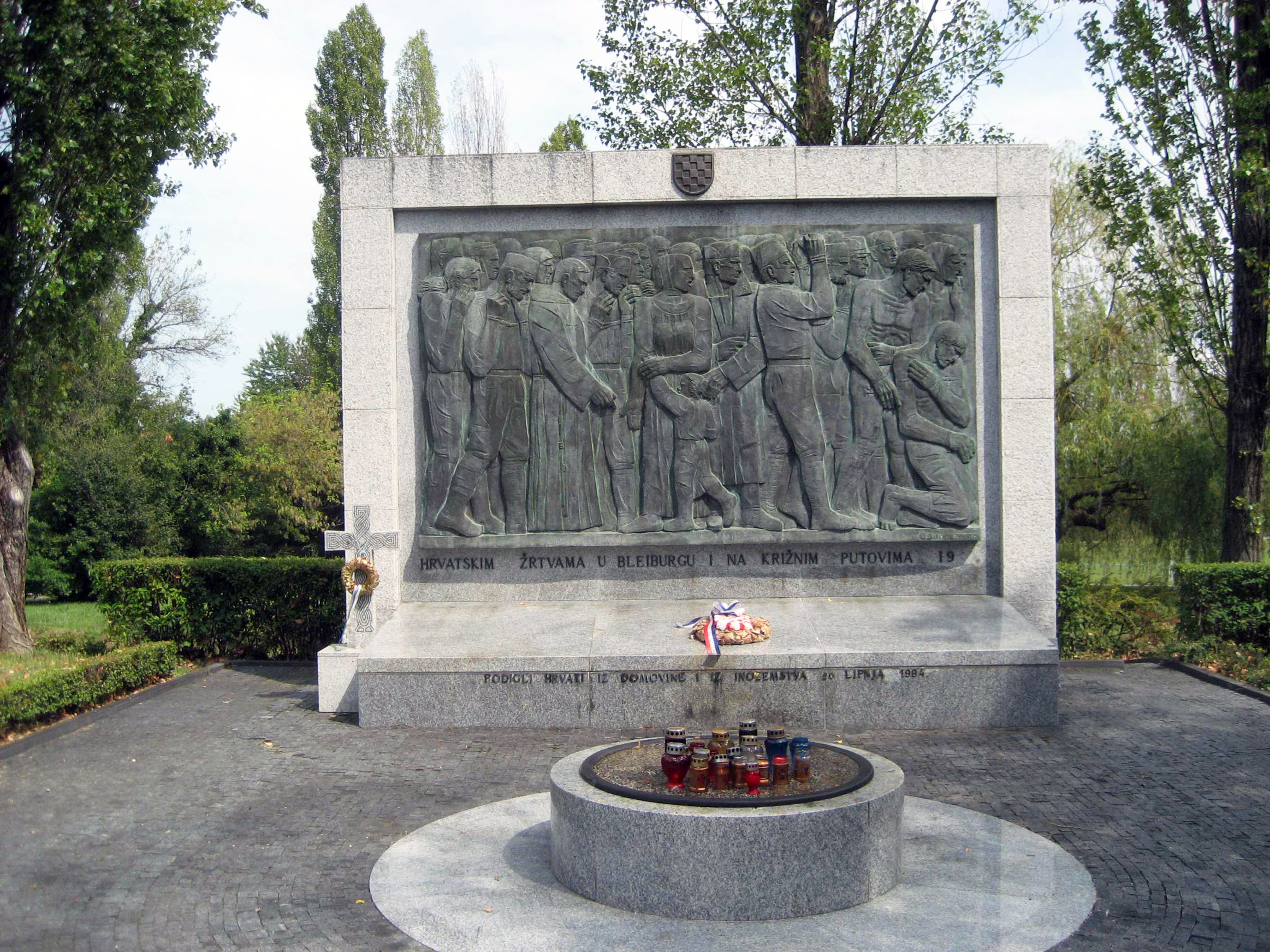
Бляйбурзький меморіал на кладовищі Мірогой у Загребі

Бляйбурзька різанина, Бляйбурзька трагедія — воєнний злочин і злочин проти людяності, скоєний Народно-визвольною армією Югославії, починаючи з 17 травня 1945 р., коли війська югославських партизанів прорвалися на територію Австрії, в Каринтію, і біля міста Бляйбург, неподалік нинішнього кордону між Австрією та Словенією, влаштували масове знищення вояків збройних сил Незалежної держави Хорватія, військових формувань усташів, словенських колабораціоністів, сербських і чорногорських четників та членів їхніх сімей, які відступили в Австрію під Бляйбург у напрямку до британської армії . Різанина продовжувалась кілька наступних місяців, відтак «Бляйбург» у хорватській історіографії і народній пам'яті став символом і метафорою всіх страждань хорватського народу від комуністичних переможців у 1945 р., хоча під Бляйбургом було вбито лише невелику частину вояків і цивільних осіб. За даними досліджень Владимира Жерявича, оцінки якого сприймаються як найвірогідніші, загальна кількість жертв становить близько 50 000 осіб. Ось чому виразом «Бляйбурзька різанина» позначають всі ці масові вбивства полонених, незалежно від того, де це сталося. Більшість бранців було вбито на етапах переходів по Югославії та в таборах упродовж наступних місяців. У хорватській емігрантській літературі ці трагічні події дістали назву «Хресна дорога» (іноді у множині, Хресні дороги), а сьогодні це означення увійшло в повсюдний вжиток і в Хорватії. 

## Перебіг трагедії

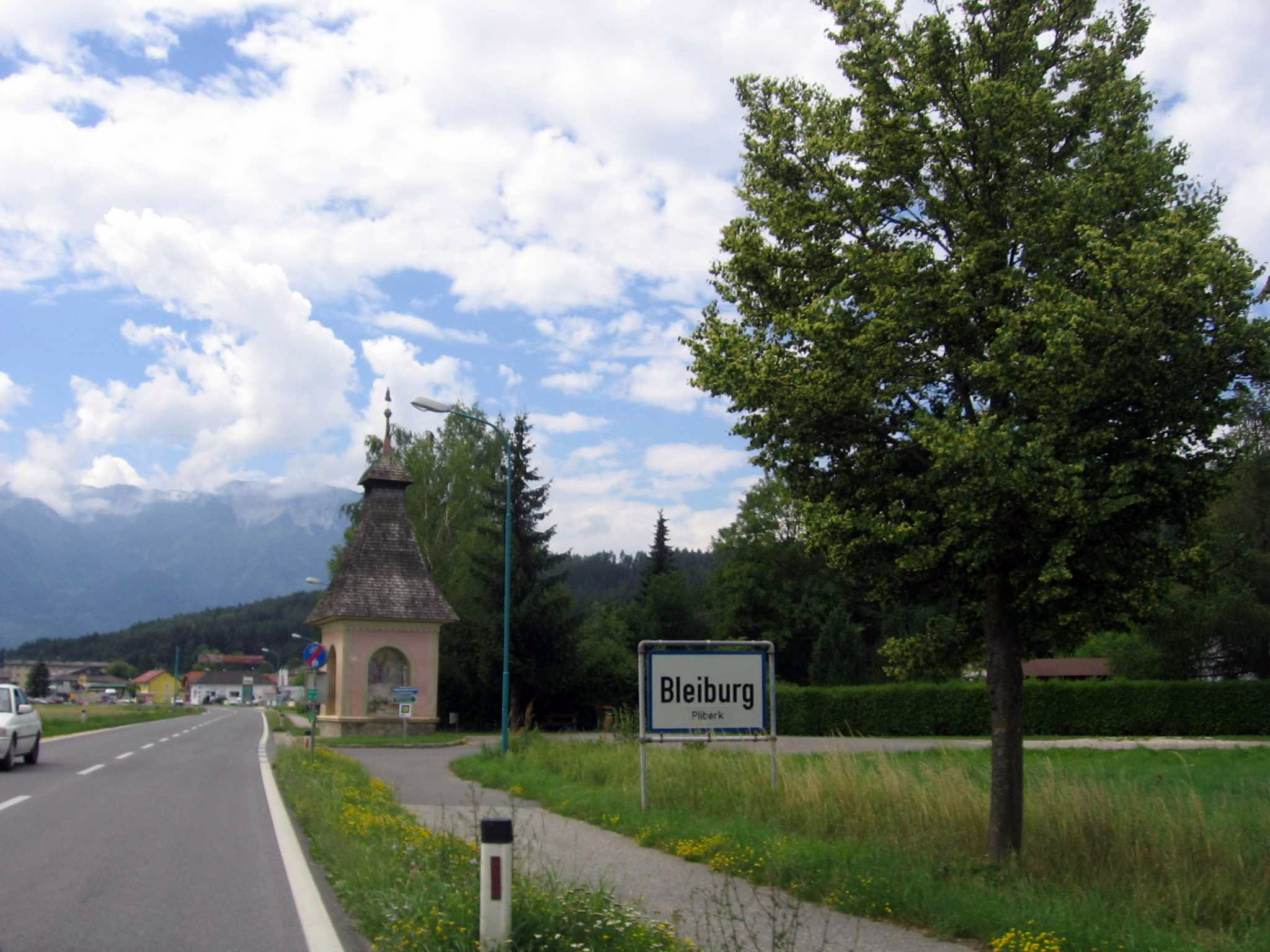
Бляйбург у 2007 році. Дорожній знак виконаний двома мовами: німецькою та словенською.

6 травня 1945 р. хорватський колаборантський уряд утік із Загреба, оскільки частини вермахту відступали і були готові капітулювати . Політичне та військове керівництво НДХ спробувало здатися західним союзникам, щоб не потрапити у м'ясорубку, влаштовану переможними комуністичними партизанами. Збройні сили Хорватії почали відступати до австрійського кордону 12 травня в напрямку Бляйбурга, де перебувала 38-а (ірландська) піхотна бригада Великої Британії. Серед тих, що відступали, було чимало високопоставлених чиновників Хорватії, а також цивільних осіб. Партизани розглядали цих цивільних осіб як колаборантів, оскільки ті втікали разом з усташами. До усташів, які відходили, приєдналися частини сербських четників та словенського домобранства. 
Основна колона попрямувала через Цельє, Шоштань та Словень Градець у Дравоград, і лише пізніше повернула на південний схід до Бляйбурга . При відступі колаборантів через Словенію і під час їхнього перебування в Австрії відбувалися збройні сутички між ними та партизанами, найбільшою з яких став бій біля Поляни.
Незабаром після півночі 13 травня 1945 р., за даними штаб-квартири 5-го британського корпусу в Австрії, на території корпусу зібралося приблизно 30 000 військовополонених і біженців у надії здатися британським військам. За повідомленнями, ще 60 000 рухалися на північ до Австрії з Югославії. Вони почали здаватися британцям 15 травня, і процес здачі тривав до 17 травня. Інші загони збройних сил НДХ, словенських домобранців і сербських та чорногорських четників здавалися на території Каринтії в попередні дні, а деякі дрібніші групи і в наступні. Тим часом британський генерал у Бляйбурзі Патрік Скотт, пославшись на чинні на той момент союзницькі угоди, не прийняв капітуляцію з боку генерала усташів Іво Херенчича, а зажадав, щоб вояки НДХ здалися югославській армії, представником якої був політичний комісар 51-ї Воєводинської дивізії Мілан Баста. Чимало полонених хорватів, словенців, чорногорців і сербів, які раніше здалися британським або американським військам, було поміщено в табори військовополонених у Каринтії та в Італії, а більшість як військовиків, так і цивільних було передано Югославії, тобто комуністичним партизанам, які її тоді представляли. Військові представники усташів намагалися домовитися про здачу британцям на умовах Женевської конвенції, але їм було вказано здатися югославським військам, відповідно до статті 20 Гаазької конвенції, яка твердила: «Після укладення миру потрібно якнайшвидше провести репатріацію військовополонених.» Отже, після капітуляції всі хорватські підрозділи було негайно передано партизанам і примусово повернуто на територію Югославії . Багато хто загинув по дорозі від голоду. Ті, які вижили, в Югославії знову отримали статус югославських громадян . 
Народно-визвольна армія Югославії перебувала в Каринтії до 24 травня. Її бійці, які добре пам'ятали жорстокість усташів, проявили нещадність до захоплених полонених, багато з яких було страчено або на пустирі недалеко від Бляйбурга, або у Словенії поблизу Марибора. В 1990 р. колишній партизан Сімо Дубаїч заявив, що, командуючи в той час партизанськими силами біля Кочевського Рогу, отримував накази страчувати тих, хто здався, в тому числі цивільних осіб .
Услід за цим почалися тяжкі поневіряння та вбивства в'язнів, які тривали кілька місяців, поки їх переганяли різними шляхами по всій Югославії і розміщували в різних таборах та в'язницях, що й дістало назву «Хресна дорога», а в меншому, але все ще як і раніше значному обсязі це відбувалося до 1948 року. Тільки невелика кількість полонених усташів і посадовців НДХ постали перед військово-польовими судами, переважну ж більшість жертв було вбито без суду і слідства.

## Витоки трагедії

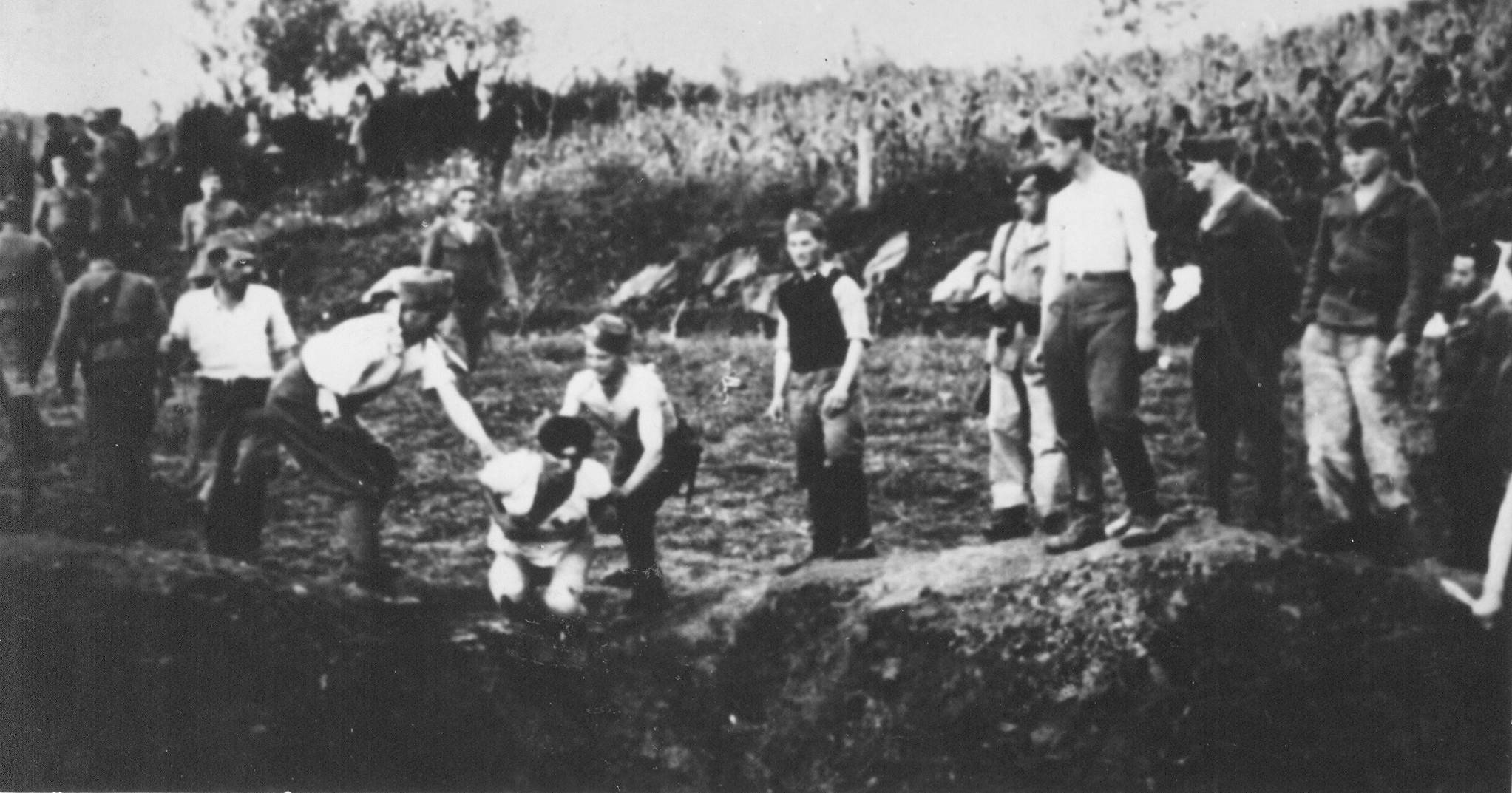
Усташі страчують ув'язнених у концтаборі Ясеновац.

Уряд усташів, який створив за підтримки гітлерівської Німеччини маріонеткову Незалежну державу Хорватія , з самого початку планував етнічні чистки щодо сербів, євреїв і циган .
Характерним прикладом звірств усташів стали масові страти і катування в концтаборі Ясеновац, які шокували навіть німецьких та італійських окупантів. 10 липня 1941 р. генерал вермахту Едмунд Гляйзе-Горстенау повідомляв Німецькому верховному командуванню (ОКВ) таке:
| Ліві лапки | Наші війська змушені бути безмовними свідками таких подій; це не найкращим чином позначається на їхній загалом високій репутації ... Мені часто повідомляють, що німецькі окупаційні війська повинні, кінець кінцем, втрутитися в злодіяння усташів. Це може одного разу статись. У цей час, маючи ті сили, якими я володію, я не можу прохати про такі дії. Зараз втручання німецької армії в окремих випадках може зробити її відповідальною за інші численні випадки, яким вона не змогла запобігти раніше. | Праві лапки |

Гестапо повідомляло Гіммлеру 17 лютого 1942 р.:
| Ліві лапки | Зростаюча активність банд викликана головним чином жорстокістю з'єднань усташів у Хорватії по відношенню до православного населення. Усташі коять свої безчинства особливо по-звірячому - не тільки проти чоловіків призовного віку, а й проти безпомічних старих, жінок і дітей. Кількість православних, яких хорвати вбили або по-садистськи замордували до смерті, сягає трьохсот тисяч. | Праві лапки |

Сили югославських партизанів швидко росли, оскільки в окупованій Югославії вони являли собою єдину силу, яка тоді проголошувала засади рівності народів у єдиній Югославії. На бік партизанів переходили цілі військові підрозділи усташів. До 1945 року чисельність югославських партизанів становила близько 800 000 осіб, організованих у 4 польові армії, які переслідували війська гітлерівців і усташів, що відступали.

## Кількість жертв
Точна кількість загиблих під Бляйбургом залишається предметом суперечок. Існують три основні підходи до оцінки кількості жертв:
- Історіографічний (основана на дослідженні документальних джерел та демографічному аналізі) - дані цієї школи за кількістю жертв найвищі, іноді досягають близько 60 000 осіб.
- Свідоцький (базована на свідченнях очевидців - до неї належить, зокрема, Мілован Джилас) - за даними цієї школи, число жертв сягає 15 000 [13].
- Археологічний(що спирається на дані розкопок місць масових убивств) - дотепер виявлено близько 1200 останків.[14][15]

Після війни багато місць масових поховань було знищено вибухами або занехаяно. Деякі з таких місць було забудовано.

## Бляйбурзький меморіал

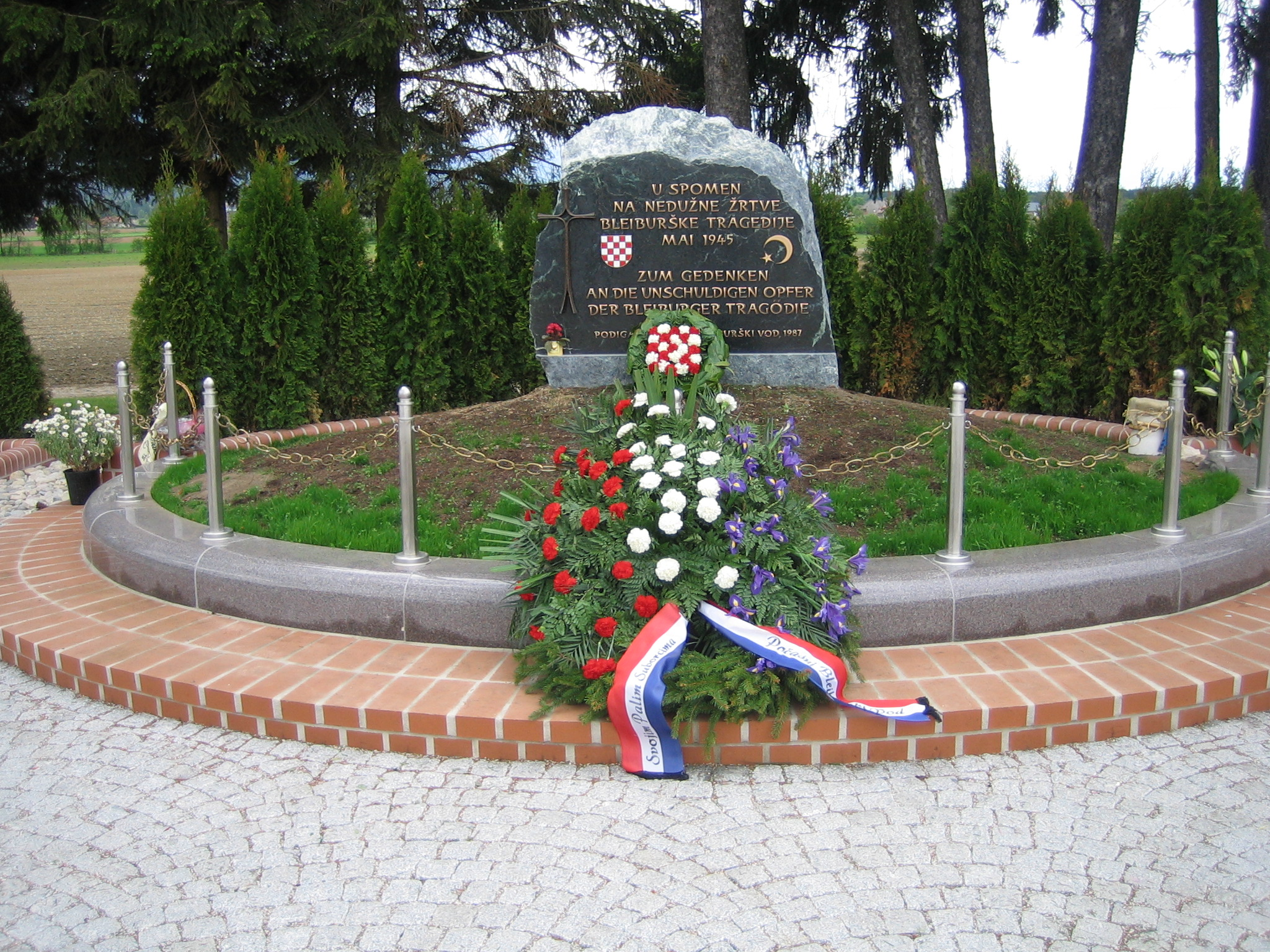
Пам'ятник бляйбурзьким жертвам

Дату 15 травня офіційно встановлено рішенням парламенту Хорватії в 1995 році  і вона щорічно відзначається як День пам'яті жертв Бляйбурга і Хресної дороги .
Уперше хорватські дослідники таємно почали відвідувати Бляйбурзьке поховання в 1952 р., а регулярні щорічні відвідини розпочалися на початку 1960-х рр.. У 1977 р. місця вперше відвідав високопоставлений хорватський священик - кардинал Франьо Шепер .
Щорічно місця поховань відвідують високопоставлені священнослужителі - католики і мусульмани. Прем'єр-міністри Хорватії Івіца Рачан та Іво Санадер відвідували місця поховань у 2002 і 2004 рр.  відповідно. У 60-і роковини подій зібралася велика кількість людей, перед якими виступали спікер Сабору Владимир Шекс та глава мусульманської громади Хорватії муфтій Шевко Омербашич . У 2006 р. поховання офіційно відвідали міністри Джурджа Адлешич і Дамір Поланчец та боснійський політик Мартін Рагуж . У 2007 р. на місці подій встановлено новий вівтар .
У 2008 році на пам'ятній церемонії були присутні понад 10 000 осіб . Церемонію очолювали єпископ Хварський Слободан Штамбук та представник ісламської громади Хорватії Ідріз Бешич . Від Хорватського Сабору був присутній голова Хорватської селянської партії Йосип Фрішчич, а від хорватського уряду міністр Берислав Рончевич . Під цей час уряди Хорватії і Словенії домовилися співпрацювати в облаштуванні військових кладовищ (подібні угоди Словенія раніше підписала з Італією та Німеччиною) .
За повідомленнями уряду Словенії, на місці масового поховання у передмісті Марибора Тезно планується спорудити меморіальний парк і кладовище .
Під час телефонного опитування, проведеного Хорватським радіотелебаченням в програмі Nedjeljom u dva («У неділю о другій годині») в травні 2007 р. телеглядачі відповідали на запитання, чиї злочини вони вважають жахливішими - усташів чи югославських партизанів . Всього в студію зателефонувало 23 672 учасники, і 73% з них заявили, що гіршими були злочини партизанів .

## Відображення в культурі
У 1993 році хорватський музикант Мирослав Шкоро записав пісню про те, що сталося в Бляйбурзі — «Mata» (укр. Матвій). Враховуючи, що тоді в Хорватії йшла війна, та пов'язаний з нею загальний сплеск націоналізму, пісня миттєво стала популярною.
Бляйбурзька бійня стала сюжетом фільму «Četverored» (1999 рік).
Американський художник хорватського походження Чарльз Білліч написав низку картин про дану подію . Про неї ж написали картини Іван Лацкович Кроата та Крістіан Крекович.